# Leander Babcock

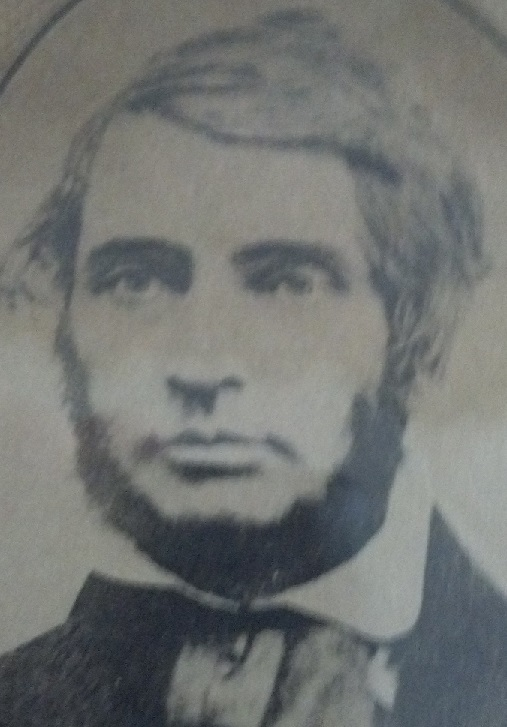
Leander Babcock

Leander Babcock (* 1. März 1811 in Paris, New York; † 18. August 1864 in Richfield Springs, New York) war ein US-amerikanischer Jurist und Politiker. Zwischen 1851 und 1853 vertrat er den Bundesstaat New York im US-Repräsentantenhaus.

## Werdegang
Leander Babcock wurde ungefähr ein Jahr vor dem Ausbruch des Britisch-Amerikanischen Krieges im Oneida County geboren.  1830 graduierte er am Union College in Schenectady. Er studierte Jura. Seine Zulassung als Anwalt erhielt er 1834. Er zog dann nach Oswego, wo er als Anwalt praktizierte. 1841 wurde er Bezirksstaatsanwalt im Oswego County – ein Posten, den er bis 1843 innehatte. Er war 1850 und 1851 Bürgermeister von Oswego. Politisch gehörte er der Demokratischen Partei an.
Bei den Kongresswahlen des Jahres 1850 für den 32. Kongress wurde Babcock im 23. Wahlbezirk von New York in das US-Repräsentantenhaus in Washington, D.C. gewählt, wo er am 4. März 1851 die Nachfolge von William Duer antrat. Er schied dann nach dem 3. März 1853 aus dem Kongress aus.
Nach seiner Kongresszeit war er 1853 und 1855 Präsident des Bildungsausschusses. Er verstarb während des Bürgerkrieges in Richfield Springs und wurde dann auf dem Riverside Cemetery in Oswego beigesetzt.